# Ariyallur
Ne doit pas être confondu avec Ariyalur.
 (octobre 2017).
Ariyallur est un village dans le district de Malappuram dans l'état du Kerala, en Inde. 
Il est situé à Vallikkunnu Gramapanchayath et la circonscription nouvellement formée de l'Assemblée législative de Vallikkunnu.